# Invincible Shield
Invincible Shield es el décimo noveno álbum de estudio de la banda británica de heavy metal Judas Priest, publicado el 6 de marzo de 2024 por Epic Records y Columbia Records a nivel mundial, y Sony para Japón. Fue producido por el guitarrista de gira de la banda, Andy Sneap, quien también produjo Firepower (2018), mientras que las dos últimas pistas del álbum ("Sons of Thunder" y "Giants in the Sky") fueron coproducidas por Tom Allom.
El álbum debutó en el número dos de la lista de álbumes del Reino Unido, la posición más alta en la discografía de la banda hasta la fecha. En los Estados Unidos, debutó en el puesto 18 del Billboard 200 y encabezó el puesto de la lista Billboard Top Hard Rock Albums, obteniendo 25.000 unidades equivalentes a álbumes en su primera semana.

## Antecedentes
En febrero de 2020, la banda comenzó oficialmente a escribir sesiones para su álbum número 19, pero como declaró más tarde el guitarrista Richie Faulkner, "enfrentaron algunos desafíos con los horarios debido a la pandemia de COVID-19" y no habían podido reunirse y trabajar en nuevos música: "Queríamos mantener la misma dinámica que Firepower: nos reunimos todos y tocamos las canciones en preproducción antes de grabarlas".
En septiembre de 2021, después de que se levantaron las restricciones pandémicas, la banda inició su gira mundial 50 años de heavy metal. "Así que el siguiente obstáculo, si quieres llamarlo así, fue la gira. Tuvimos que salir de gira y grabar fragmentos entre las etapas de la gira". Debido a las restricciones actuales, el álbum se grabó en varios lugares: Scott Travis y Richie Faulkner en Nashville, Tennessee (donde residen), Rob Halford en Phoenix, Arizona e Ian Hill mientras estaba de gira por varias ciudades europeas.
En marzo de 2022, Faulkner reveló que la batería del nuevo disco ya había sido grabada y enfatizó que las canciones "son un poco más progresivas en algunos lugares" y tienen algunos giros musicales que Firepower no tiene. Para evitar malentendidos, Faulkner afirmó más tarde que el álbum no será una continuación musical del experimental Nostradamus ni un progresivo en una interpretación tipo Rush, sino que "en lugar de verso, estribillo, verso, estribillo, solo, estribillo, final, a veces suena". y lo toca un poco... como solía hacerlo el viejo Judas Priest de los 70, como el 'Sinner' y cosas así".
En mayo de 2023, después de que Rob Halford dejara sus partes en el estudio de Phoenix, Arizona, con el productor y guitarrista de gira Andy Sneap, la banda declaró que habían terminado de grabar y que el álbum había pasado a la etapa de mezcla y masterización. Las canciones "Sons of Thunder" y "Escape from Reality" fueron escritas por Glenn Tipton, y realizó solos de guitarra tanto en "Sons of Thunder" como en "Vicious Circle". El bonus track "The Lodger" fue escrito por Bob Halligan Jr., quien ha escrito otras canciones para la banda, entre las que destaca "Some Heads Are Gonna Roll".

## Lanzamiento y promoción
El álbum se anunció el 7 de octubre de 2023 antes de la actuación de la banda en el primer festival Power Trip en Indio, California. Luego, el avance del álbum se subió al canal de YouTube de la banda y contiene la introducción de "Panic Attack".
El primer sencillo, "Panic Attack", fue lanzado el 13 de octubre de 2023, seguido de "Trial by Fire" el 17 de noviembre, "Crown of Horns" el 19 de enero de 2024 y "The Serpent and The King" el 22 de febrero. La banda se embarcará en una gira mundial a partir del mes del lanzamiento del álbum.

## Lista de canciones
Todas las canciones escritas por Glenn Tipton, Richie Faulkner y Rob Halford excepto "The Lodger" de Bob Halligan Jr.

| Edición estándar |                            |          |  |
| N.º              | Título                     | Duración |  |
| 1.               | «Panic Attack»             | 5:25     |  |
| 2.               | «The Serpent and the King» | 4:19     |  |
| 3.               | «Invincible Shield»        | 6:21     |  |
| 4.               | «Devil in Disguise»        | 4:46     |  |
| 5.               | «Gates of Hell»            | 4:38     |  |
| 6.               | «Crown of Horns»           | 5:45     |  |
| 7.               | «As God Is My Witness»     | 4:36     |  |
| 8.               | «Trial by Fire»            | 4:21     |  |
| 9.               | «Escape from Reality»      | 4:24     |  |
| 10.              | «Sons of Thunder»          | 2:58     |  |
| 11.              | «Giants in the Sky»        | 5:03     |  |

| Edición de lujo / 7" bonus tracks |                      |          |  |
| N.º                               | Título               | Duración |  |
| 12.                               | «Fight of Your Life» | 4:19     |  |
| 13.                               | «Vicious Circle»     | 3:01     |  |
| 14.                               | «The Lodger»         | 3:52     |  |

Notas
- Las tres pistas extra de la edición de lujo también se lanzaron en un EP extra de 7 "que se vendió por separado y se incluyó en paquetes promocionales.

## Posicionamiento en lista
| Lista (2024)                          | Mejor posición |
| ------------------------------------- | -------------- |
| Alemania (Offizielle Top 100)         | 1              |
| Australian Albums (ARIA)              | 16             |
| Austria (Ö3 Austria)                  | 1              |
| Bélgica (Ultratop Flandes)            | 3              |
| Bélgica (Ultratop Valonia)            | 5              |
| Canadá (Billboard Canadian Albums)    | 16             |
| Croacia (IFPI)                        | 1              |
| Dinamarca (Hitlisten)                 | 15             |
| Escocia (Scottish Albums Chart)       | 1              |
| España (PROMUSICAE)                   | 3              |
| Estados Unidos (Billboard 200)        | 18             |
| Estados Unidos (Top Hard Rock Albums) | 1              |
| Estados Unidos (Top Rock Albums)      | 4              |
| Finlandia (Suomen virallinen lista)   | 1              |
| Francia (SNEP)                        | 5              |
| Grecia (IFPI)                         | 2              |
| Hungría (MAHASZ)                      | 8              |
| Irlanda (OCC)                         | 18             |
| Italian Albums (FIMI)                 | 8              |
| Japanese Hot Albums (Billboard Japan) | 6              |
| New Zealand Albums (RMNZ)             | 25             |
| Noruega (VG-lista)                    | 14             |
| Países Bajos (Album Top 100)          | 5              |
| Polonia (ZPAV)                        | 2              |
| Portugal (AFP)                        | 8              |
| Reino Unido (UK Albums Chart)         | 2              |
| Reino Unido (UK Rock & Metal Albums)  | 1              |
| República Checa (ČNS IFPI)            | 6              |
| Swedish Albums (Sverigetopplistan)    | 1              |
| Suiza (Schweizer Hitparade)           | 1              |

## Músicos
- Rob Halford: voz
- Glenn Tipton: guitarra eléctrica
- Richie Faulkner: guitarra eléctrica
- Ian Hill: bajo
- Scott Travis: batería